# Wanderarbeitsstätte
Bei einer Wanderarbeitsstätte handelte es sich im 19. und dem frühen 20. Jahrhundert um eine Einrichtung für umherziehende obdachlose Menschen, in der sie gegen Arbeit versorgt und beherbergt wurden.

## Hintergrund
Diese kommunalen und kirchlichen Einrichtungen (letztere hießen meist „Herbergen zur Heimat“) gaben Obdachlosen die Möglichkeit, umherzuziehen und gegen Arbeit eine sichere Versorgung zu genießen. Im Gegenzug hatten Bettelverbote und andere Gesetze gegen Landstreicherei weiterhin Bestand, die es den Obdachlosen untersagten, zu betteln oder in den Ortschaften herumzulungern. Am 29. Juni 1907 wurde in Preußen ein eigenes Wanderarbeitsstättengesetz erlassen, in dem Stadt- und Landkreise zur Errichtung dieser Arbeitsstätten verpflichtet werden konnten.

„Wanderarbeitsstätten haben die Aufgabe, mittellosen arbeitsfähigen Männern, die außerhalb ihres Wohnortes Arbeit suchen, solche zu vermitteln und gegen Arbeitsleistung Beköstigung und Obdach zu gewähren. Zur Errichtung von Wanderarbeitsstätten können Land- und Stadtkreise […] verpflichtet werden. […] Zur Mitwirkung bei der Verwaltung und zur Hergabe geeigneter Räumlichkeiten für die Wanderarbeitsstätten sind die Gemeinden gegen angemessene Entschädigung verpflichtet“

Es handelte sich meist um Einrichtungen mit schlechten Arbeitsbedingungen, die vom Einsatz der Umherziehenden als Arbeitskräfte profitierten. So gab es beispielsweise 1911 in Göttingen eine Wanderarbeitsstätte auf dem Grundstück des Armenhauses in der im Gründungsjahr 3622 Männer verpflegt wurden. Als Arbeitsleistung mussten sie einen halben Tag lang Holz zerkleinern.
In Hannover gab es seit 1879 einen von Pastor Wilhelm Höpfner und einigen Bürgern gegründeten „Verein gegen Hausbettelei“, der inmitten der Stadt eine so genannte „Wanderarbeitsstätte“ betrieb. Diese war die erste Einrichtung in der damaligen Provinz Preußen, die ein „Werkheim für Arbeitswillige“ bereitstellte.